# Provinces du Laos
Le Laos est divisé en 17 provinces (Lao ແຂວງ, khoueng) et une préfecture (ນະຄອນຫລວງ, kampheng nakhon).

## Histoire
En 1989, le territoire qui devient la préfecture de Vientiane est retiré de la province du même nom. La zone spéciale de Xaysomboun est créée en 1994 puis dissoute en 2006. Les districts de Longsan, Xaysomboun, Phun et Hom sont transférés à la province de Vientiane et celui de Thathon à celle de Xieng Khouang. En 2013, certaines parties de cette zone deviennent la province de Xaisomboun.

## Subdivisions
Les provinces sont divisées en districts (muang) et villages (baan).

## Liste des provinces
| Situation | Nom                       | Capitale      | Population (en 2015) | Surface (km²) | Densité (hab./km²) | ISO   |
| --------- | ------------------------- | ------------- | -------------------- | ------------- | ------------------ | ----- |
|           | Province d'Attapeu        | Attapeu       | 139 628              | 10 320        | 14                 | LA-AT |
|           | Province de Bokeo         | Houei Sai     | 179 243              | 6 196         | 29                 | LA-BK |
|           | Province de Borikhamxay   | Paksane       | 273 691              | 14 863        | 18                 | LA-BL |
|           | Province de Champassak    | Paksé         | 694 023              | 15 415        | 45                 | LA-CH |
|           | Province de Houaphan      | Xam Neua      | 289 393              | 16 500        | 18                 | LA-HO |
|           | Province de Khammouane    | Thakhek       | 392 052              | 16 315        | 24                 | LA-KH |
|           | Province de Luang Namtha  | Louang Namtha | 175 753              | 9 325         | 19                 | LA-LM |
|           | Province de Luang Prabang | Luang Prabang | 431 889              | 16 875        | 26                 | LA-LP |
|           | Province d'Oudomxay       | Muang Xay     | 307 622              | 15 370        | 20                 | LA-OU |
|           | Province de Phongsaly     | Phongsali     | 177 989              | 16 270        | 11                 | LA-PH |
|           | Province de Saravane      | Saravane      | 396 942              | 10 691        | 37                 | LA-SL |
|           | Province de Savannakhet   | Savannakhet   | 969 697              | 21 774        | 45                 | LA-SV |
|           | Province de Sayaboury     | Sayaboury     | 381 376              | 16 389        | 23                 | LA-XA |
|           | Province de Sékong        | Sékong        | 113 048              | 7 665         | 15                 | LA-XE |
|           | Province de Vientiane     | Phonhong      | 419 090              | 18 526        | 23                 | LA-VI |
|           | Préfecture de Vientiane   | Vientiane     | 820 940              | 3 920         | 209                | LA-VT |
|           | Province de Xaisomboun    | Anouvong      | 85 168               | 4 506         | 19                 | LA-XS |
|           | Province de Xieng Khouang | Phonsavan     | 244 684              | 15 880        | 15                 | LA-XI |